# Bruno Castanheira
Bruno Castanheira (né le 4 février 1977 à Barreiro, et mort à Torres Vedras, le 14 septembre 2014) est un coureur cycliste portugais.

## Biographie
Il commence chez les jeunes dans l'équipe Paio Pires Futebol Clube. 
Il devient professionnel en 1998, son principal résultat est un titre de  champion national sur route en 2004. Cette saison là, il court pour l'équipe continentale Maia-Milaneza et termine le Tour du Portugal en 46e position. 
En 2007, il rejoint l'équipe Benfica qui a comme leader José Azevedo.
En 2014, il exerce la fonction de masseur au sein de l'Équipe continentale Louletano-Dunas Douradas. Son corps est retrouvé sans vie à son domicile au mois de septembre. Il laisse derrière lui une femme et un fils de cinq ans,.

## Palmarès
- 1999
  - Circuit de Malveira
  - Prologue du Tour du Portugal de l'Avenir
- 2000
  - Grand Prix international Mitsubishi MR Cortez :
    - Classement général
    - 1re étape
- 2002
  - 3e du GP Mosqueteiros - Rota do Marques
- 2003
  - Volta a Terras de Santa Maria
  - 3e du championnat du Portugal du contre-la-montre
- 2004
  -  Champion du Portugal sur route
- 2006
  - 3e étape de la Volta a Terras de Santa Maria
  - 2e du championnat du Portugal du contre-la-montre
  - 3e de la Volta a Terras de Santa Maria
- 2009
  - 3e du Tour d'Estrémadure

## Classements mondiaux
| Année            | 2005 | 2006 | 2007   | 2008 | 2009 |
| ---------------- | ---- | ---- | ------ | ---- | ---- |
| UCI America Tour |      |      |        |      | 235e |
| UCI Europe Tour  | 745e | 883e | 1 272e |      | 644e |